# Cordéac
Cordéac ist eine Ortschaft und eine Commune déléguée in der französischen Gemeinde Châtel-en-Trièves mit 223 Einwohnern (Stand: 1. Januar 2022) im Département Isère in der Region Auvergne-Rhône-Alpes (vor 2016 Rhône-Alpes). Die Einwohner werden Cordéaçous genannt.
Mit Wirkung vom 1. Januar 2017 wurden die ehemaligen Gemeinden Cordéac und Saint-Sébastien zur Commune nouvelle Châtel-en-Trièves zusammengelegt. Die Gemeinde Cordéac gehörte zum Arrondissement Grenoble und zum Kanton Matheysine-Trièves.

## Geographie
Die Ortschaft Cordéac liegt etwa 45 Kilometer südsüdöstlich von Grenoble am Drac im Nordosten.

## Bevölkerungsentwicklung
| Jahr                       | 1962 | 1968 | 1975 | 1982 | 1990 | 1999 | 2006 | 2013 |
| -------------------------- | ---- | ---- | ---- | ---- | ---- | ---- | ---- | ---- |
| Einwohner                  | 227  | 209  | 168  | 155  | 184  | 193  | 209  | 213  |
| Quellen: Cassini und INSEE |      |      |      |      |      |      |      |      |

## Sehenswürdigkeiten
- Kirche Saint-Martin
- Reste einer Burg bei Puy-Boson aus dem 12. Jahrhundert
- Burg Troussepaille aus dem 13. Jahrhundert

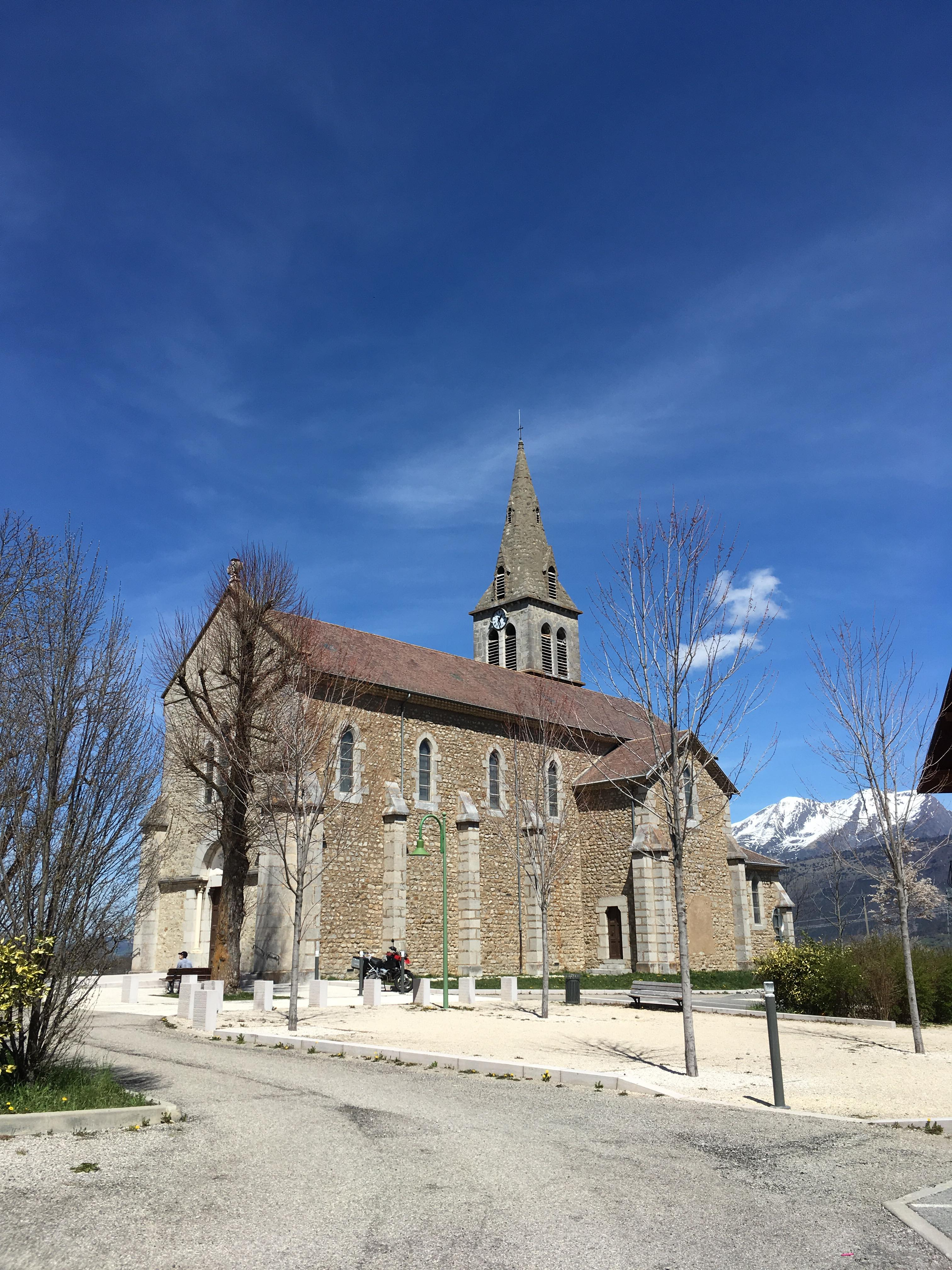
Kirche Saint-Martin